# Meinfryd
Meinfryd, Meinfried (zm. 1127) – książę słowiańskiego plemienia Stodoran, panujący na początku XII wieku.
Był chrześcijaninem, o czym świadczy noszone przez niego niemieckie imię, nadane mu przypuszczalnie na chrzcie. Jego postać znana jest wyłącznie ze wzmianki u Annalisty Saxo oraz w rocznikach magdeburskich, do niego także odnosi się prawdopodobnie notatka w nekrologu klasztoru św. Michała w Hildesheim (7. Juli Meynfridus comes qui aurufrigium dedit). Zginął zamordowany w 1127 roku, a rządy po nim objął Przybysław Henryk – przypuszczalnie jego potomek.
Być może jest identyczny z Meginfridem, pojawiającym się na liście świadków w dokumencie biskupa brandenburskiego Hartberta z 1114 roku.